# Орловка (Большемуртинский район)
Орловка — деревня в Большемуртинском районе Красноярского края. Входит в состав Раздольненского сельсовета.

## География
Деревня находится в центральной части края, в подтаёжно-лесостепном районе лесостепной зоны, к северу от реки Большая Бобровка, к востоку от автодороги 04К-044, на расстоянии приблизительно 38 километров (по прямой) к северо-северо-востоку (NNE) от Большой Мурты, административного центра района. Абсолютная высота — 223 метра над уровнем моря.
Климат
Климат характеризуется как резко континентальный, с продолжительной морозной зимой и коротким тёплым летом. Средняя температура воздуха самого тёплого месяца (июля) составляет 17,8 °C (абсолютный максимум — 38 °C); самого холодного (января) — −20,4 °C (абсолютный минимум — −60 °C). Среднегодовое количество атмосферных осадков составляет 350 мм. Снежный покров держится в течение 180 дней.

## История
Основана в 1910 году. По данным 1926 года имелось 46 хозяйств и проживало 223 человека (105 мужчин и 118 женщин). В национальном составе населения того периода преобладали русские. В административном отношении входила в состав Черняевского сельсовета Больше-Муртинского района Красноярского округа Сибирского края.

## Население
| 2010 |
| ---- |
| 153  |

Половой состав
По данным Всероссийской переписи населения 2010 года в гендерной структуре населения мужчины составляли 53,6 %, женщины — соответственно 46,4 %.
Национальный состав
Согласно результатам переписи 2002 года, в национальной структуре населения русские составляли 63 % из 162 чел., марийцы — 28 %.